# 1932 na literatura

## Publicações

### Infantojuvenil
- Monteiro Lobato - Viagem ao Céu

## Eventos
- Manuel Teixeira Gomes publica Cartas a Columbano.

## Nascimentos
| Data          | Nome                 | Profissão                       | Nacionalidade  | Observações | Ref |
| ------------- | -------------------- | ------------------------------- | -------------- | ----------- | --- |
| 5 de Janeiro  | Umberto Eco          | autor e acadêmico               | Itália         |             |     |
| 18 de Janeiro | Robert Anton Wilson  | escritor e filósofo             | Estados Unidos | m.2007      |     |
| 4 de Março    | Ryszard Kapuściński  | jornalista e escritor           | Polónia        | m.2007      |     |
| 20 de abril   | Rosa Lobato de Faria | escritora e atriz               | Portugal       | m. 2010     |     |
| 27 de Outubro | Sylvia Plath         | escritora                       | Estados Unidos | m. 1963     |     |
| 8 de Novembro | Ben Bova             | jornalista, editor e romancista | Estados Unidos |             |     |

## Mortes
| Data          | Nome           | Profissão | Nacionalidade | Observações | Ref |
| ------------- | -------------- | --------- | ------------- | ----------- | --- |
| 4 de Dezembro | Gustav Meyrink | escritor  | Áustria       | n. 1868     |     |

## Prémios literários
- Nobel de Literatura - John Galsworthy.